# Golo Mann
Golo Mann (születési neve: Angelus Gottfried Thomas Mann) (München, 1909. március 27. – Leverkusen, 1994. április 7.) német–svájci történész, publicista és író. Thomas Mann és Katharina Pringsheim harmadik gyermeke.

## Ifjúkora és tanulmányai
12 éves korában csatlakozott a cserkészmozgalomhoz, és egy életre megszerette a természetjárást. Később, amikor Erika és Klaus nagyvárosi bohéméletet éltek, Golo a természet magányát választotta. 1923-ban szülei Salembe küldték a reformiskolába, ami akkoriban felkapott, elit intézménynek számított. Itt határozta el, hogy történész lesz. Olvasta Friedrich Schiller A harmincéves háború története című művét és évekkel később Albrecht von Wallenstein lett saját irodalmi alkotásának főhőse.
A müncheni humán gimnáziumban olyan alapos latintudást szerzett, hogy még idős korában is olvasta Tacitus és Horatius műveit. Az érettségi után Berlinben, Münchenben, Párizsban és Heidelbergben tanult szociológiát, filozófiát és történelmet. Érdeklődése középpontjában a francia forradalom állt. Példaképéről, Albert Sorel francia történészről és íróról többkötetes tanulmányt írt. Történelmi tanulmányait végül nem fejezte be, a filozófia szak mellett döntött. Doktori disszertációját Hegelről írta és Karl Jaspersnél védte meg a Heidelbergi Egyetemen. Rövid ideig történelmet tanított egy gimnáziumban. Vissza szeretett volna térni az egyetemre, de terve nem valósulhatott meg, követte szüleit az emigrációba.

## Az emigráció évei
1933 és 1937 között Franciaországban élt, Rennes-ben az egyetemen német nyelvi lektorként működött. Ez idő alatt született első nagy történelmi monográfiája a konzervatív–liberális politikai gondolkodóról, Friedrich von Gentzről, aki Napóleon ellenfele és Metternich tanácsadója volt. A könyvet 1946-ban adták ki az Egyesült Államokban. 1933 és 1935 között szerkesztette a Klaus bátyja által Hollandiában kiadott Die Sammlung – Literarische Monatsschrift emigráns irodalmi folyóiratot. 1937-ben visszatért szüleihez Svájcba, és szerkesztője lett a Mass und Wert emigráns lapnak, melyet apja és Konrad Falke adott ki kéthavonta. Az újság többek között Walter Benjamin, Ernst Bloch, Max Brod, Albert Einstein, Federico García Lorca, Klaus Mann, Heinrich Mann, Jean-Paul Sartre írásait közölte. A lap 1940-ben megszűnt.
1940-ben emigrált az Egyesült Államokba, ahol apja a Princetoni Egyetem vendégprofesszora volt. Golo 1942–43-ban tíz hónapon át történelmet tanított az Olivet College-ben, a Michigan állambeli Olivet városkában. Klaust követve jelentkezett az amerikai hadseregbe. Az alapkiképzés után Washingtonban, a hadügyminisztérium felderítő szolgálatához osztották be, ahol már amerikai állampolgárként fordítóként működött. A háború befejezése után 1945-ben a megszálló amerikai csapatok által felállított Radio Frankfurt sajtómunkatársaként ellenőrizte az információkat. 1946-ban kérte leszerelését. 1947 és 1958 között Kaliforniában a Claremont McKenna College-ben tanított, de visszajárt Ausztriába és Svájcba. 1952-től kezdődően figyelmet keltő vezércikkei jelentek meg a Zürichben kiadott Die Welwoche újságban, és aktuális témákat kommentált. Kiadta a Vom Geist Amerikas (Amerika szellemiségéről) tanulmányát, amely európai szemszögből ábrázolja az Egyesült Államokat. Az Außenpolitik gyűjteményes kötete szintén megjelent.

## Visszatérés Európába
1958-ban végleg visszatért Németországba. Először Münsterben tanított vendégprofesszorként, majd 1960-ban a politikatudományok tanszékének élére került Stuttgartban. 1958-ban jelent meg a Deutsche Geschichte des 19. und 20. Jahrhunderts (Németország története 1919–1945) című monumentális műve. Ünnepelt szerzővé vált, és a tanulmány a mai napig hivatkozott alapműnek számít a történészkörökben. Golo Mann hivatását költészetnek nevezte, melyet a kutatás tart kordában. Ez a korán megfogalmazott és évtizedekkel később nagy sikerrel a gyakorlatban is megvalósított mottó szerint a történelemről szóló műveket regényként lehetne vagy kellene írni és olvasni. 1960 és 1965 között a Propyläen Weltgeschichte világtörténeti lexikon kiadásában közreműködött, 1963 és 1979 között szerzőként és kiadóként volt jelent a Neue Rundschau irodalmi folyóiratnál. Fő műve, a Wallenstein. Sein Leben erzählt von Golo Mann 1971-ben jelent meg, és hét évvel később filmre vitték. 1973-ban Ruedi Bliggenstorfer közreműködésével adta ki a mű folytatását, Wallenstein – Bilder zu seinem Leben címmel.
A hatvanas évek végén támogatta Willy Brandt kelet-európai békepolitikáját. A hetvenes években Konrad Adenauert méltatta, akit korábban élesen bírált. 1980-ban részt vett Franz Josef Strauss választási kampányában. Emlékiratainak első kötete Erinnerungen und Gedanken. Eine Jugend in Deutschland címmel jelent meg 1986-ban. A második kötetét, Erinnerungen und Gedanken. Lehrjahre in Frankreich, posztumusz és töredékesen adták ki 1999-ben.
Magánéletéről keveset árult el. Apjához hasonlóan szenvedett elnyomott homoszexualitásától. Fogadott fia családjánál hunyt el Leverkusenben. Hagyatékát Bernben, a Schweizerisches Literaturarchiv őrzi.

## Golo Mann-díj
A Golo Mann Társaság történelmi műveket díjaz kétévenként 2013 szeptembere óta. A 15.000 Euró összeget az Alfried Krupp von Bohlen und Halbach-Stiftung biztosítja. Olyan német anyanyelvű szerzők részesülhetnek a díjban, akik jelentős mértékben járultak hozzá a történelemkutatáshoz, és műveik irodalmi igényeknek is megfelelnek. Mann felfogása szerint a történelemtudomány és az irodalom nem állnak ellentétben egymással. és azt is vallotta, hogy a „történelem tanulmányozása a legjobb ellenszere a fanatizmusnak, a politikai extrémizmusnak és az arroganciának”.

## Magyarul
- Németország története 1919–1945; ford. Kajtár Mária; Balassa, Bp., 1997 ISBN 963-506-123-4

## Válogatott művei
- Friedrich von Gentz
- Vom Geist Amerikas
- Deutsche Geschichte des XIX. und XX. Jahrhunderts
- Von Weimar nach Bonn. Fünfzig Jahre deutsche Republik
- Wallenstein. Sein Leben erzählt von Golo Mann
- Wallenstein. Bilder zu seinem Leben. Társszerző: Ruedi Bliggenstorfer
- Erinnerungen und Gedanken. Eine Jugend in Deutschland
- Wir alle sind, was wir gelesen
- Ludwig I., König von Bayern
- Wissen und Trauer. Historische Portraits und Skizzen
- Erinnerungen und Gedanken. Lehrjahre in Frankreich
- Man muss über sich selber schreiben. Erzählungen, Familienporträts, Essays (posztumusz)